# Puccinia lapsanae
Puccinia lapsanae Fuckel – gatunek grzybów z rodziny rdzowatych (Pucciniaceae). Grzyb mikroskopijny pasożytujący na roślinach z rodzaju łoczyga (Lapsana). Wywołuje u nich chorobę zwaną rdzą.

## Systematyka i nazewnictwo
Pozycja w klasyfikacji według Index Fungorum: Puccinia, Pucciniaceae, Pucciniales, Incertae sedis, Pucciniomycetes, Pucciniomycotina, Basidiomycota, Fungi.
Takson ten opisał w 1860 r. Karl Wilhelm Gottlieb Leopold Fuckel.
Synonimy:
- Aecidium compositarum Mart. 1817
- Aecidium compositarum f. lapsanae H.A. Dietr. 1856
- Aecidium compositarum var. lapsanae (Schultz) Purton 1871
- Aecidium lapsanae Schultz 1806
- Caeoma compositarum (Mart.) Schltdl. 1824
- Dicaeoma lapsanae (Schultz) Kuntze 1898
- Puccinia variabilis var. lapsanae (Fuckel) Cummins, 1977

## Morfologia i rozwój
Puccinia lapsanae jest pasożytem jednodomowym, tzn. cały jej cykl rozwojowy odbywa się na jednym żywicielu. Jest rdzą pełnocyklową, wytwarzającą wszystkie typowe dla rdzy rodzaje zarodników. Miodowej barwy spermogonia powstają w małych grupach na górnej stronie liści. Ecja, uredinia i telia powstają na obydwu stronach liści. Ecja tworzą się w obrębie fioletowych, nienabrzmiałych plam na liściach i również na łodygach. Ich ściany są białe, ecjospory pomarańczowe, praktycznie gładkie. Kasztanowej barwy uredinia mają postać pylących grudek, urediniospory kolczaste, z dwoma równikowymi porami rostkowymi. Telia podobne do urediniów, ale czarno-brązowe, teliospory dwukomórkowe, brązowe, wypukłe, drobno kolczaste; pory rostkowe znajdują się na górnym wierzchołku jednej z komórek. Trzonek krótki, szklisty.

## Występowanie i siedlisko
Puccinia lapsanae występuje w licznych krajach Europy, w Ameryce Północnej, Środkowej i Południowej, Korei, Japonii i na Nowej Zelandii. Jest monofagiem pasożytującym tylko na gatunkach z rodzaju łoczyga. Stwierdzono występowanie na łoczydze pospolitej (Lapsana communis) i łoczydze pośredniej (Lapsana intermedia).

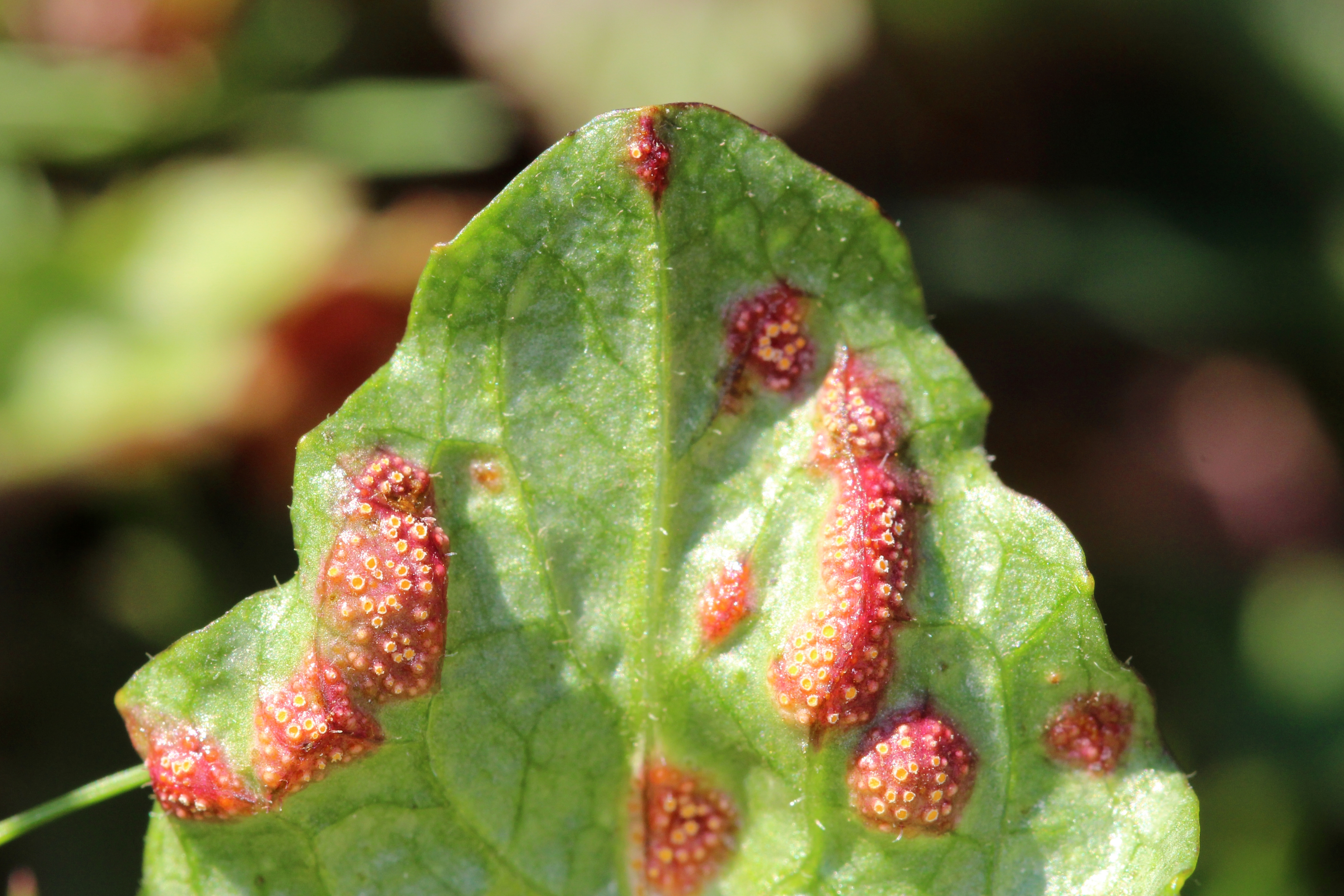
Plamy z ecjami na liściu łoczygi pospolitej